# Mansión de Lizums
La  Mansión de Lizums (en letón: Lizuma muižas pils en alemán: Lisohn) es una casa señorial de dos plantas construida en torno a 1836 en estilo neogótico inglés en la región histórica de Vidzeme, en el norte de Letonia. Alberga la escuela secundaria de Lizums desde 1937.

## Historia
La Mansión de Lizums era originalmente propiedad de la familia Tiesenhausen. Después fue adquirida por la familia Medums. En 1629 Antonius Morrie fue mencionado como propietario de la mansión, y en 1657 Meijer fue mencionado. Desde 1781, la mansión se convirtió en propiedad de los barones Malama hasta que finalmente se convirtió en propiedad de von Wolf en 1836.
La Mansión de Lizums fue construida a mediados del siglo XIX en estilo historicista con fachada de estilo neogótico inglés acabada en una torre octogonal. El interior de la mansión con decoración de madera fue realizado por Alexander Knox. Este hizo la decoración del Salón Azul (Salón de Caza), una de las salas más lujosas en el palacio. En la década de 1920 la Mansión de Lizums fue nacionalizada según la Ley de Reforma Agraria Letona de 1920.